# Мананников Андрій Іванович
Андрій Іванович Мананников (тадж. Андрей Иванович Мананников, рос. Андре́й Ива́нович Мана́нников, нар. 5 серпня 1965, Душанбе) — радянський, таджицький і російський футболіст, що грав на позиції воротаря. По закінченні кар'єри футболіста — футбольний тренер.

## Клубна кар'єра
Андрій Мананников народився в Душанбе, і розпочав заняття футболом у рідному місті. У 1981 році він дебютував у команді майстрів другої ліги «Автомобіліст» із Термеза. У 1982 році він повертається до рідного міста, де стає гравцем клубу першої ліги «Памір». За короткий час Мананников став основним воротарем команди. Проте у 1985 році після перемоги «Паміра» над московським ЦСКА, Мананникова разом із трьома іншими гравцями душанбинського клубу — Воловоденком, Батуренком та Рахімовим — спеціальним наказом міністра оборони СРСР Соколова відправлено із військової частини в Душанбе, де вони проходили службу, у частину прикордонних військ в Туркменію, а пізніше Воловоденко і Рахімов зуміли перевестись у спортроту № 74 у Ташкенті. У 1986 році Мананникова перевели для проходження подальшої військової служби до московського ЦСКА, проте увесь сезон він був дублером Валерія Новикова, зігравши в основі московського клубу лише 1 матч. У 1987 році Андрій Мананников повернувся до «Паміра», а наступного року став разом із командою переможцем турніру першої ліги. З 1989 до 1991 року Мананников грав у складі «Паміра» у вищій союзній лізі, де провів 80 матчів.
Після розпаду СРСР Мананников у складі «Паміру» розпочав виступи в чемпіонаті Таджикистану, проте зіграв у ньому лише 2 матчі, після чого перейшов до складу російського клубу «Зеніт» із Санкт-Петербурга, який грав у вищій російській лізі. Проте за підсумками сезону 1992 року петербурзька команда вибула до першої ліги, і після того. як керівництво клубу відмовилось надати футболісту квартиру, він вирішив перейти до іншого клубу російської вищої ліги — «Ротора» з Волгограда. Спочатку Мананников був гравцем основного складу команди, команда навіть тривалий час лідирувала в російській першості, проте після звинувачення у здачі матчу, яке сам воротар категорично заперечив, керівництво клубу вирішило продати Мананникова до іншої команди. Проте на заваді продажу стала висока трансферна ціна гравця, тому кілька пропозицій від інших клубів керівництво «Ротора» відхилило, у зв'язку з чим Мананников протягом 1994 року взагалі не грав. У 1995 році футболіст уклав контракт із командою другої російської ліги «Анжі» з Махачкали, якій у наступному році допоміг вийти до першої ліги, виступав у складі команди вже в першій лізі у 1997 році. У 1998—1998 роках Андрій Мананников грав у іншій команді першої російської ліги «Металург» з Липецька.
У 2000 році у зв'язку з хворобою сина Андрій Мананников вирішує перебратись на постійне проживання до Санкт-Петербурга. Він стає гравцем клубу другої ліги «Динамо», якому допомагає вийти до першої ліги. У 2002 році Мананников стає гравцем клубу другої ліги «Северсталь» з Череповця, а в 2003 році переходить до клубу з Ленінградської області «Свєтогорець», де фактично був граючим тренером. Після закінчення сезону 2003 року Мананников завершує виступи в професійних клубах.

## Виступи за збірні
Андрій Мананников з початку 80-х років викликався до юнацьких збірних СРСР різного віку, грав також за молодіжну збірну СРСР, у складі якої був на чемпіонаті світу серед молодіжних команд, на якому радянська збірна зайняла лише 4 місце, щоправда, Мананников усі матчі турніру просидів у запасі. Всього за юнацьку збірну Андрій Мананников зіграв 34 матчі, за юніорську — 6 матчів, за молодіжну збірну СРСР — 8 матчів.
17 червня 1992 року Андрій Мананников в Душанбе відіграв свій перший матч за збірну Таджикистану, у якому таджицька збірна зіграла внічию 2-2 зі збірною Узбекистану. Надалі воротар зігав ще два матчі у складі збірної, усі проти узбецької збірної, останній матч за збірну Таджикистану зіграв 19 червня 1996 року в Ташкенті.

## Тренерська кар'єра та подальше життя
Після завершення виступів на футбольних полях Андрій Мананников у 2005 році розпочав працювати тренером воротарів «Спартак» з Челябінська. Наступного року команда перебралась до Нижнього Новгорода, де були кращі умови для тренувань, проте поступово матеріальне забезпечення команди погіршувалось, і після відставки головного тренера Геннадія Морозова Мананников деякий час виконував обов'язки головного тренера команди, після чого покинув нижньогородський клуб. У 2007 році Андрій Мананников працював тренером воротарів клубу «Металург» з Красноярська. У 2008 році Мананников працював тренером воротарів латвійського клубу «Рига», деякий час також виконував обов'язки головного тренера команди. У 2009 році Андрій Мананников декілька місяців працював тренером воротарів українського клубу «Кримтеплиця». Після завершення роботи в українському клубі за відсутності пропозицій про продовження тренерської кар'єри Андрій Мананников повертається до Санкт-Петербурга, де працює начальником транспортного цеху асфальтобетонного заводу.